# 赤道几内亚的西班牙语文学

赤道几内亚的地理位置

赤道几内亚曾是西班牙在撒哈拉以南非洲唯一的殖民地。在1778年到1968年間的西班牙殖民时期，赤道幾內亞發展出自己的西班牙语文学并維持至今，在非洲諸国独一无二。
与英语、法语和葡萄牙语的非洲文学相比，赤道几内亚的西班牙语非洲文学則較少人知曉。例如在1979年到1991年间出版的30部西班牙语文学选集中，美国摩根州立大学的恩巴利·恩剛教授（Dr. Mbaré Ngom）就找不到任何赤道几内亚作家的作品。在20世纪80年代出版、以欧洲语言寫成的非洲文学选集，甚至連专业期刊如《非洲文学研究》（Research in African Literatures）、《当代非洲文学》（African Literature Today）、《今日非洲》和《加拿大非洲研究四月刊》，也有同樣情況。直到90年代末，《非洲—西班牙评论》（Afro-Hispanic Review）杂志刊登了一篇專題論文、1999年5月在美國哥伦比亚市密苏里大学举行了会议“西班牙在非洲与拉丁美洲：文学西班牙语化的另一面”（Spain in Africa and Latin America: The Other Face of Literary Hispanism）、以及2000年11月27日至29日在穆尔西亚举行了「首次非洲西班牙语作家会议」（Primer Encuentro de Escritores africanos en Lengua Española），这種情况才开始改变。

## 前身
提到非洲的文學最早是從15世纪葡萄牙和西班牙探索大西洋開始。在這個探险與征服的时期，文學作品所涉及的是旅途見聞、回憶錄、記述和报告。
跟著是佔領和开拓时期。此時期的文學作品都是殖民文學，其主题均为原始荒蛮的非洲，主人公不可避免是理想化的白人，对非洲人带着家长式的和负面的看法，而且总是把非洲人描绘成下等人。这些小说不是写给当地人看的，而是给宗主国的民众看的，用来为實行殖民主义辯護。卡洛斯·贡萨雷斯·埃切加来（Carlos González Echegaray）把这些作品分成四类：旅行书籍、托词小说、传教小说和传教文学。

## 开端
赤道几内亚的西班牙语文学的开端与传教杂志《西屬几内亚》（La Guinea Española）有关。該杂志为聖母聖心愛子會所辦，在位於比奥科岛的巴拿帕神学院於1903年開始出版。它具有浓厚的殖民主义色彩，而且只出版給白人读者看，並不收錄几内亚本土作家。但从1947年起，杂志开辟了一个叫“故事与童话”的新栏目來收录當地的童话和寓言故事，使那些故事能夠“保存和流传”下去，其實最终目的是为了更好地认识赤道几内亚的土著居民，以便更好地“开化”他们。这個安排使神学院的几内亚非裔學生有機會在杂志写作。起初他們純粹把當地部族詩人格里奧的口述傳統写下来，後來他們漸漸变成非洲口述傳統与西方文字傳統之间的橋樑。这群作家包括埃斯特班·布阿罗（Esteban Bualo）、安德雷斯·伊库加·埃波贝博贝（Andrés Ikuga Ebombebombe）和康斯坦丁·歐恰阿。他们的作品保留着牢固的民族思想，但他們亦為幾內亞的本土文學啟蒙。
第一部赤道几内亚小说是里安斯奧·埃维塔·埃诺的《当倥卑人战斗时：關於西屬幾內亞習俗的小說》（Cuando los combes luchaban (Novela de costumbres de la Guinea Española)），1953年出版。小说讲述的是发生在殖民时期前木尼河區倥卑族之间的故事。倥卑族（combé）或稱恩多韦族（ndôwé），就是作者所屬的民族。小说的主人公是一名白人基督新教传教士，故事是从他的角度講述，有時作者也用他来对比欧洲的“文明”与非洲習俗的“野蛮”。对非洲习俗作者有很详细的描述。作者這種对本身身分的抗拒，是“认同文学”的标志，被西班牙殖民地当权者廣泛地在把非洲殖民化的“开化行动”中用作受開化的例子。
1962年，第二部赤道几内亚小说《博阿比之矛》（Una lanza por el Boabí）问世，作者是丹尼尔·乔纳斯·马塔玛（Daniel Jones Mathama），有時被误认为是第一部。主角叫盖，是非洲人，他在小说中讲述了自己一生的故事，讀起來有自傳味道。舉例說，盖的父亲博阿比就代表作者自己的父亲马克西米里亚诺·乔纳斯（Maximiliano C. Jones），一個贊同殖民地政府的當地政要。故事追溯盖在費南多坡島（現在的比奧科島）的童年、迁往西班牙直到父亲死后返回几内亚的事情。這部小说从民族誌的角度来看很有意思，因为书中对比奥科岛布比族的习俗有详细的叙述。它也可以歸類為“认同文学”，因為博阿比是一個「野蠻人」經由接觸殖民地開拓者而開化的最佳例子：「將西班牙在該島上所做的偉大工作儘力宣揚是一個不能避免的責任」。
在1962年到1968年赤道几内亚走向独立期間，没有重要的作品出版，但还是有一些作家继续在各种杂志中编写故事、传说和民族誌：马塞罗·阿西斯腾西亚·恩冬果·姆巴（Marcelo Asistencia Ndongo Mba）、康斯坦丁·歐恰阿、安赫尔·恩圭马（Ángel Nguema）、拉法埃尔·玛丽亚·恩才（Rafael María Nzé）和法蘭西斯克·欧比昂（Francisco Obiang）。
与其它非洲文学不同的是赤道几内亚文学並没有出现反殖民和關於戰鬥的作品，诗歌也不占重要地位，況且該段时期的作家都以宗主国的读者為对象，而非本土讀者。

## 独立与流亡
民主大选后仅几个月，弗朗西斯科·马西亚斯·恩圭马就实行独裁统治，历史学家马克斯·里尼格-古马兹（Max Liniger-Goumaz）称之为“恩圭马式”的非洲法西斯政权，而文学的萌芽就此連根拔起。到了1970年代中期，恐怖的統治使全國三分之一人口流亡到邻国或西班牙。本身是作家的胡安·巴爾博·波內克称那代人为“丢失了的一代”。
马德里及其他流散海外的人所移居的地方都是陌生的、有时甚至是充满敌意的地方，这些事都反映在文学作品中。马德里不似1930年代的巴黎般看待非洲作家，既不支持赤道几内亚作家创作，也無法讓他們發布赤道幾內亞的悲劇事件。當时的文稿都以散页或小冊子形式流传，或在雜誌和傳單發行，都是由赤道幾內亞難民組織出版。因為印行量有限，所以不能在赤道幾內亞僑民和西班牙民眾間廣泛流傳。作品类型多为诗歌，而且語言率直，如法蘭西斯克·萨莫拉·罗博茨（Francisco Zamora Loboch）的《让我们刺杀暴君》（Vamos a matar al tirano），有時也有思念遙遠祖國的詩，如胡安·巴尔博·波内克的《几内亚，你在哪？》（¿Dónde estás Guinea?）。
流亡时期的文学作品也有其代表作：多纳托·恩东果-比约果的《梦想》（El sueño）和《穿越》（La travesía）、马普拉·罗博茨（Maplal Loboch）的《阿巴德神父的最后一封信》（La última carta del Padre Fulgencio Abad, C. M. F.）及法蘭西斯克·萨莫拉·罗博茨的《贝娅》（Bea）。这些作品集中讲述主人公因遭受殘害而遷移和在精神上的轉變，并联系到非洲大陆独立前的历史。
此外也有一些关于赤道几内亚的政治局势及其人民悲剧的散文，如多纳托·恩东果-比约果的《赤道几内亚的历史与悲剧》（Historia y tragedia de Guinea Ecuatorial, 1977）和胡安·巴尔博·波内克的《几内亚，你在哪？》（¿Dónde estás Guinea?, 1978）。
寫作活動中的一个例外是拉克尔·德尔颇索·埃皮塔（Raquel del Pozo Epita），筆名拉克尔·伊隆贝。她的母亲是赤道几内亚人，父亲是西班牙人。未满一周岁就离开了赤道几内亚並在西班牙长大，结婚后为了寻根而返回赤道几内亚。在1966年到1978年间写成诗集《木棉》（Ceiba），其特點是寻根情结而不是流亡的混乱或个人的苦难。

## 1979年后
在马西埃·恩圭马被他的姪兒奥比昂推翻后，赤道几内亚的文化才渐渐复苏。奥比昂至2012年仍然是總統。

### 1981年至1984年
恩巴利·恩剛教授把近代時期分為兩個階段。第一個階段從赤道幾內亞的第一本兒童讀物面世開始。此書名叫《幾內亞傳說》（Leyendas guineanas, 1981），由拉克爾·伊隆貝所著。為了寫書中的八個傳說，伊隆貝要到國內很多極偏遠的地方蒐集資料。
同屬這個時期的作品還有《奧波利巴：流亡者》（O Boriba (El exiliado), 1982）和《評論耳語和思想：從我的窗》（Susurros y pensamientos comentados: Desde mi vidriera, 1983）。兩本書同為胡安·巴爾博·波內克所著，也同為詩集。當中的詩經常夾雜著布比語用字，有些詩更全篇用布比語寫成。布比語就是作者的本族語言。詩集描寫布比族人受到恩圭馬政權壓迫而流亡和他們的苦難。
由多納托·恩東果-比約果所著的《幾內亞文學選輯》（Antología de la literatura guineana, 1984）為這個階段劃上句號。這部選輯是它這類文學作品的第一部，其中收錄了赤道幾內亞在當時最好的文學作品，不論是詩還是散文，出版了的和未出版的。選輯包括很多以後沒有再出版的作家，而拉克爾·伊隆貝是當中唯一收錄的女性作家。

### 1984年至今
赤道幾內亞文藝復興的第二個階段和位於馬拉博的西班牙幾內亞文化中心（Centro Cultural Hispano-Guineano）在1982年成立是息息相關的。中心內有一間圖書館，並舉行許多文化活動。它出版自己的文化事務季刊《非洲2000》（Africa 2000），有自己的出版社，名為西班牙幾內亞文化中心出版社（Ediciones del Centro Cultural Hispano-Guineano），是專為幾內亞出名的和年青有為的作家而設。在已出版的書目中出色的小說有安娜·盧爾地斯·索奧拉（Ana Lourdes Sohora）的《忠心的朋友》（El amigo fiel, 1987）、安提莫·埃索诺·恩冬戈的《小羊女王阿芬》（Afén, la cabrita reina, 1989）與《可敬的埃馬格·埃拉的最後一課》（La última lección del venerable Emaga Ela, 1991）、佩德罗·克里斯提亚诺·布韋利贝利（Pedro Cristino Bueriberi）的《布提其巴》（Boote-Chiba, 1990）；值得一提的詩集有安納克莱托·奧羅·米布伊（Anacleto Oló Mibuy）的《自由與希望的呼喚》（Gritos de libertad y de esperanza, 1987）及瑪利亞·恩苏埃·安古維的《狂》（Delirios, 1991）。
此階段的作家常用與自身經歷有某種關聯的主題來寫作，他們又經常重新演繹主題，把赤道幾內亞的實況用象徵形式描繪出來。
1985年，瑪利亞·恩苏埃·安古維出版第一部由赤道幾內亞女作家所寫的小說《愛科莫》（Ekomo）。故事是關於一位名叫恩南伽的班圖婦女，但卻是從一位稱為愛科莫的男子的角度來敘述。這種表達手法讓作者在批判後殖民時期非洲族長制世界時有更大的發揮空間。恩南伽發現自己困在充斥著傳統及對女性壓迫的過去和充滿希望的未來之間，並嘗試尋找自己的身分。
就在同一年，胡安·巴爾博·波內克出版小說《團聚：流亡者的回歸》（El reencuentro: El retorno del exiliado）。這部有自傳成分的小說講述主角在西班牙流亡十一年後返回赤道幾內亞希望幫助重建及重新融入社會，但最後還是自願回到西班牙。
榮膺「第一本由赤道幾內亞作家在幾內亞本土所寫的詩集」是思里雅高·波克沙（Ciriaco Bokesa）的《浪花之聲》（Voces de espumas），在1987年出版。詩集述說作者的苦難和沉默，並提出對詩歌藝術的個人想法。同年，胡安·巴爾博·波內克出版他第一部詩集選輯《夢在吾林》（Sueños en mi selva）。巴爾博·波內克透過呈現幾內亞的災劫而超越了當時詩歌常有的地方用語。
1987年，多納托·恩東戈-比約果出版小說《你黑色記憶的陰暗》（Las tinieblas de tu memoria negra），再一次是自傳題材，但作者認為是他那一代人的共同傳記。書中描述一個小孩在西班牙殖民時代後期在木尼河區的成長經歷。小孩純真的看法讓作者道出自己對殖民統治的矛盾的一個諷刺而嚴厲的看法。

## 作家
下列是一些當代作家：
- 安提莫·埃索诺·恩冬戈（西班牙语：Antimo Esono）（1954年－1996年）
- 瑪利亞·恩苏埃·安古維（英语：María Nsué Angüe）（1945年－）
- 胡安·巴爾博·波內克（1938年－）
- 胡安·托馬斯·阿維拉·勞雷爾（英语：Juan Tomás Ávila Laurel）（1966年－）
- 多纳托·恩东果-比约果（英语：Donato Ndongo-Bidyogo）（1950年－）
- 拉克尔·伊隆贝（英语：Raquel Ilombé）（1938年－1992年）
- 康斯坦丁·歐恰阿·米維·本戈貝薩馬（西班牙语：Constantino Ocha'a Mve Bengobesama）（1943年－1991年）
- 胡斯托·博萊基亞·博萊卡（英语：Justo Bolekia Boleká）（1954年－）
- 里安斯奧·埃维塔·埃诺（英语：Leoncio Evita Enoy）（1929年－1996年）

## 資料來源及外部連結
- La literatura africana de expresión castellana: La creación literaria en Guinea Ecuatorial （页面存档备份，存于） de Mbaré Ngom
- Antología de la literatura guineana. Edición preparada por Donato Ndongo-Bidyogo. Editora Nacional. 1984 （页面存档备份，存于）
- Literatura africana de expresión española （页面存档备份，存于） de Mbare Ngom Fayé
- Literatura moderna hispanófona en Guinea Ecuatorial （页面存档备份，存于） de Donato Ndongo-Bidyogo
- La formación de identidad en la novela hispano-africana （页面存档备份，存于） de Jorge Salvo